# آسکاریدول
آسکاریدول (به انگلیسی: Ascaridole) با فرمول شیمیایی C۱۰H۱۶O۲ یک ترکیب شیمیایی با شناسه پاب‌کم ۱۰۵۴۵ است. که جرم مولی آن 168.23 g/mol می‌باشد. 